# Dollaro di Kiao-Ciao
Il dollaro fu la valuta emessa dalla Germania per usarla nel suo protettorato di Kiao-Ciao, un'area intorno alla città di Tsingtao. Il dollaro aveva lo stesso valore dello yuan cinese ed era diviso in 100 cent. Le banconote furono emesse tra il 1907 ed il 1914, e le monete nel 1909. Nel 1914 furono emesse anche banconote denominate in tael.